# 歐文冰川
76°13′S 160°16′E / 76.217°S 160.267°E
歐文冰川是南極洲的冰川，位於維多利亞地的斯科特海岸，流經庫姆斯山和懷恩多特嶺之間，最終注入奧德爾冰川，現時由南極條約體系管理。